# Janet Jonsson
Janet Margareta Jonsson (ur. 20 lipca 1977 w Saxnäs) – szwedzka snowboardzistka. Zajęła 21. miejsce w halfpipe’ie na igrzyskach olimpijskich w Salt Lake City. Jej najlepszym wynikiem na mistrzostwach świata w snowboardzie było 7. miejsce w halfpipe’ie na mistrzostwach w Madonna di Campiglio. Najlepsze wyniki w Pucharze Świata osiągnęła w sezonie 1998/1999, kiedy to zajęła 17. miejsce w klasyfikacji generalnej, w klasyfikacji halfpipe’a była dziewiąta, a w klasyfikacji snowcrossu była siódma.
W 2002 r. zakończyła karierę.

## Sukcesy

### Igrzyska olimpijskie
| Miejsce | Dzień     | Rok  | Miejscowość    | Konkurencja | Zwycięzca   |
| ------- | --------- | ---- | -------------- | ----------- | ----------- |
| 21.     | 10 lutego | 2002 | Salt Lake City | Halfpipe    | Kelly Clark |

### Mistrzostwa Świata
| Miejsce | Dzień       | Rok  | Miejscowość          | Konkurencja    | Zwycięzca        |
| ------- | ----------- | ---- | -------------------- | -------------- | ---------------- |
| 10.     | 16 stycznia | 1999 | Berchtesgaden        | Halfpipe       | Kim Stacey       |
| 12.     | 17 stycznia | 1999 | Berchtesgaden        | Snowboardcross | Julie Pomagalski |
| 7.      | 27 stycznia | 2001 | Madonna di Campiglio | Halfpipe       | Doriane Vidal    |

### Puchar Świata

#### Miejsca w klasyfikacji generalnej
- 1997/1998 – 125.
- 1998/1999 – 17.
- 2000/2001 – 39.
- 2001/2002 – –

#### Miejsca na podium
1. Tandådalen – 13 marca 1998 (halfpipe) – 3. miejsce
2. Whistler – 13 grudnia 1998 (snowcross) – 2. miejsce
3. Kreischberg – 5 marca 1999 (snowcross) – 1. miejsce